# Dunkery Hugh Dalby
Dunkery Hugh Dalby ( * 1930 -) es un geólogo, ilustrador, briólogo, liquenólogo, y botánico inglés.
Durante años trabajó como investigador en el "Departamento de Botánica, del "Imperial College of Science & Technology de Londres .
Fue Director del Herbario de Briófitas (BBSUK) del "British Bryological Society", entre 1960 y 1964, en Cardiff, Gales.
Ha visitado y expedicionado en las islas Malvinas pubicando "Líquenes de Malvinas"
Es miembro de la "Asociación Internacional de Liquenología"  (enlace roto disponible en Internet Archive; véase el historial, la primera versión y la última).

## Algunas publicaciones
- 1957. Intructions to Young Geologists. Ed. "London Museum Press Ltd.", Londres. Ilustrado × D.H. Dalby. 144 pp.
- Biological Illustration. Field Studies Council. 40 pp. ISBN 1-85153-135-1
- 1963. Seed dispersal in Salicornia pusilla, Nature 199 (1963), pp. 197–198
- 1966. The Growth of Plants under Reduced Light. Stud. Speleol. 1(4):193-203
- 1980. Salt Marshes of Milford Haven. Field Studies Council. 65 pp. Texto completo ISBN 1-85153-071-1
- Bryophytes of the Parish of Dale. Texto completo. ISBN 978-1-85153-044-1
- Dalby, D.H.; Claire Dalby. 1980. Biological Illustration: A Guide to Drawing for Reproduction. Field Studies Council. 14 pp. Texto completo
- Dalby, D.H.; C. Dalby. 2005. Shetland Lichens. Shetland Amenity Trust. 138 pp. ISBN 0-9543246-3-3

- La abreviatura «Dalby» se emplea para indicar a Dunkery Hugh Dalby como autoridad en la descripción y clasificación científica de los vegetales.[1]